# Ludbreg
Ludbreg er en by i Kroatien, der ligger halvvejs mellem Varaždin og Koprivnica nær floden Drava, 25 km sydøst for Varaždin. Den ligger ved foden af Kalnickibjergene i en højde af 157 moh. Byen har 3.603 indbyggere, og i hele kommunen i alt 8.478 (folketælling 2011).

## Historie
I århundreder har Ludbreg været et populært valfartssted. I 1320 blev byen nævnt for første gang som Castrum Ludbreg, da den var ejet af den ungarske adelige Nicholas Ludbregi. Byens navn kommer sandsynligvis fra en korsridder ved navn Lobring, som grundlagde bebyggelsen. Det renoverede slot Batthyány er hjemsted for et velkendt restaureringsværksted. Ludbreg er også en region med vingårdsdyrkning (især Riesling og Graševina ).
Byen blev berømt efter det eukaristiske mirakel (en), som skete i borgkapellet i 1411 og blev undersøgt og bekræftet af Pave Leo 10. i 1513.
I slutningen af det 19. og begyndelsen af det 20. århundrede var Ludbreg en distriktshovedstad i Varaždin distrikt i Kongeriget Kroatien-Slavonien. 
Den 24. april 1932 oplevede byen en protest, der var en af de tidligste åbne modstandshandlinger mod 6. januar-diktaturet.